# Chromoplast

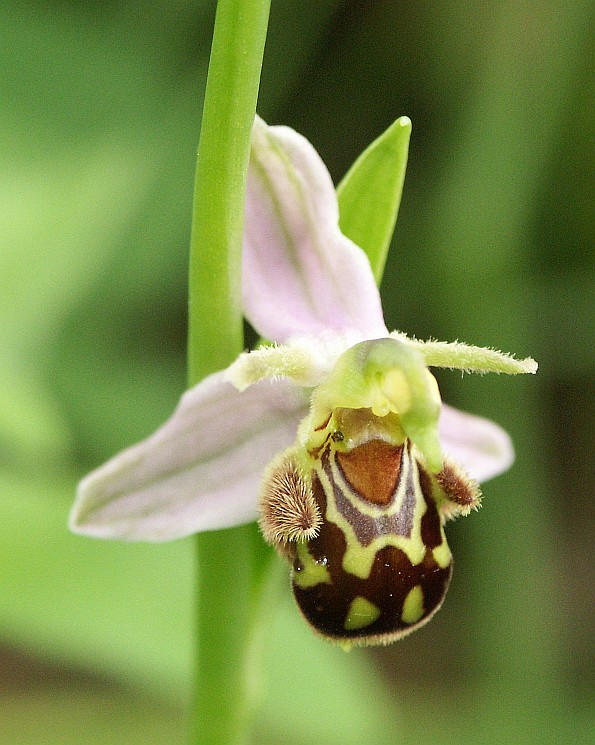
Chromoplasty nadają barwę kwiatom

Chromoplasty – barwne plastydy, nieaktywne w procesie fotosyntezy. Zawierają one barwniki karotenoidowe, ksantofil i  karoteny. Nadają barwę kwiatom, owocom, a czasem również korzeniom (np. marchwi) lub bulwom. Chromoplasty mogą powstawać z proplastydów, chloroplastów i amyloplastów. Powstawanie chromoplastów z chloroplastów jest zjawiskiem leżącym u podłoża tzw. dojrzewania owoców.

## Budowa
Chromoplasty mogą mieć różne kształty. Wyróżniane są warianty morfologiczne kuliste, błoniaste, cylindryczne, kryształowe, siateczkowo-kulkowe. Różne warianty chromoplastów mogą jednocześnie występować w tym samym organie.